# 乾丰镇 (重庆市)
乾丰镇，是中华人民共和国重庆市南川区下辖的一个乡镇级行政单位。

## 行政区划
乾丰镇下辖以下地区：
九台村、顺丰村、新华村、新元村和农化村。